# ハンプトン・コート宮殿
座標: 北緯51度24分12秒 西経0度20分15秒 / 北緯51.40333度 西経0.33750度

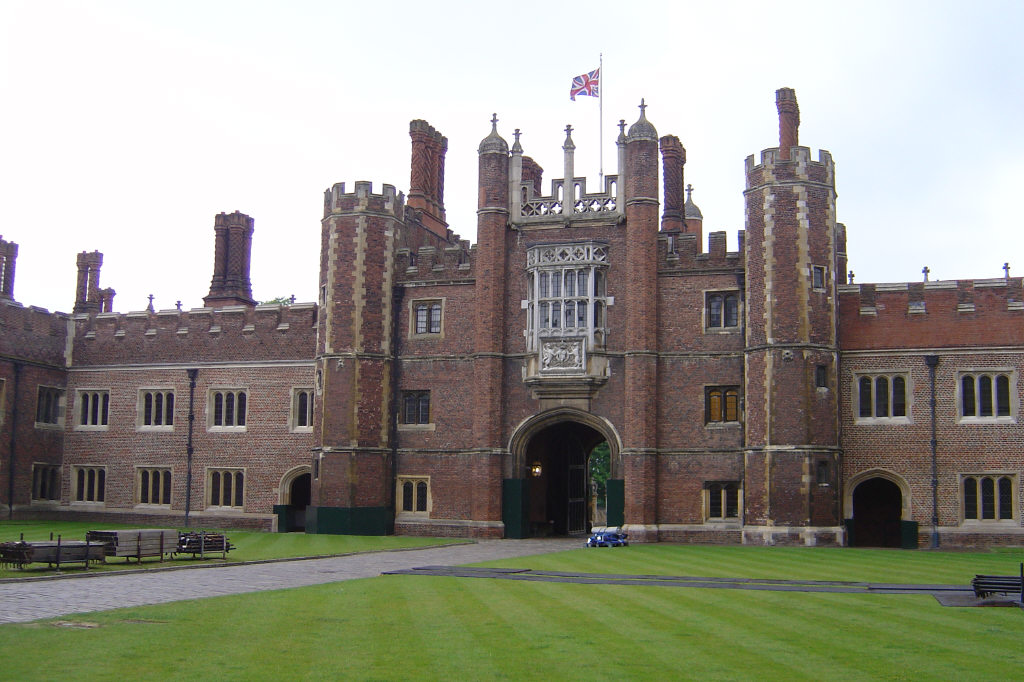
ハンプトン・コート宮殿に翻るユニオン・ジャック

ハンプトン・コート宮殿（Hampton Court Palace）はイギリスロンドン南西部、リッチモンド・アポン・テムズ・ロンドン特別区にある旧王宮。
宮殿はチャリング・クロスの南西11.7マイル（18.9km）、ロンドン中央部から見てテムズ川の上流に位置する。
宮殿は主要な観光名所として、一般公開されている。宮殿の庭園は、毎年開催される「ハンプトン・コート宮殿フラワー・ショー」の会場となる。

## 歴史

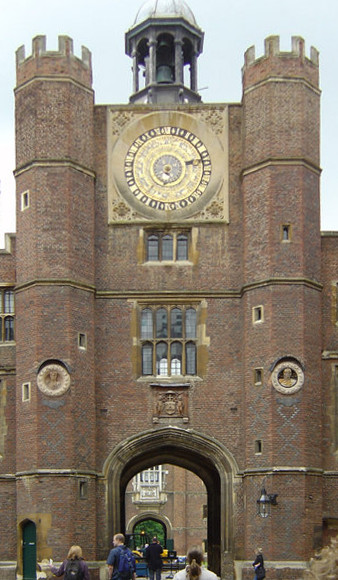
外苑から内苑への入り口に建つ時計塔

聖ヨハネ騎士団は、この地で1236年以来、荘園を開いていた。1505年、侍従長のサー・ジャイルズ・ドーベニー（Sir Giles Daubeney）は、資産を貸し出し、ヘンリー7世を楽しませるために使った。ヘンリー8世は、英国周辺にハンプトン・コートと同じスタイルの宮殿を49造ったが、すべて現存していない。
当時のヨークの大司教であり王の主任公使だったトマス・ウルジーは、1514年に賃貸を引き継ぎ、翌1515年から1521年の7年間にかけて、14世紀のマナ・ハウスを再建して、現在の宮殿の基礎を作り上げた。トマス・ウルジーはたいへんな浪費家で、ハンプトン・コートに英国一すばらしい宮殿を作ったが、ヘンリー8世が嫉妬したため王に宮殿を「進呈した」。
ハンプトン・コートにはテューダー朝時代の建物がわずかに残っており、のちにヘンリー8世が手入れ・再建を行っているが、おそらくウルジーはアントニオ・フィラレーテやレオナルド・ダ・ヴィンチのようなイタリアの建築スタイルで、左右対称の設計、古典的ディテールのピアノ・ノビーレに建てられた壮大な邸宅など、ルネサンス時代の枢機卿の宮殿を理想として計画したものと思われる。ジョナサン・フォイルによれば、ウルジーはパオロ・コルテスの“De Cardinalatu”に影響されたという。これは1510年に出版された枢機卿のための手引書で、広壮な建築に関するアドバイスも書かれている。長い間不明だったハンプトン・コートの建築計画は、ルネサンスの幾何学的様式に基づくように思われる。イタリアの影響は、有名なテラコッタ製のローマ皇帝の胸像には希薄である。これはジョヴァンニ・ダ・マイアーノによるもので、広大な中庭に現存している。

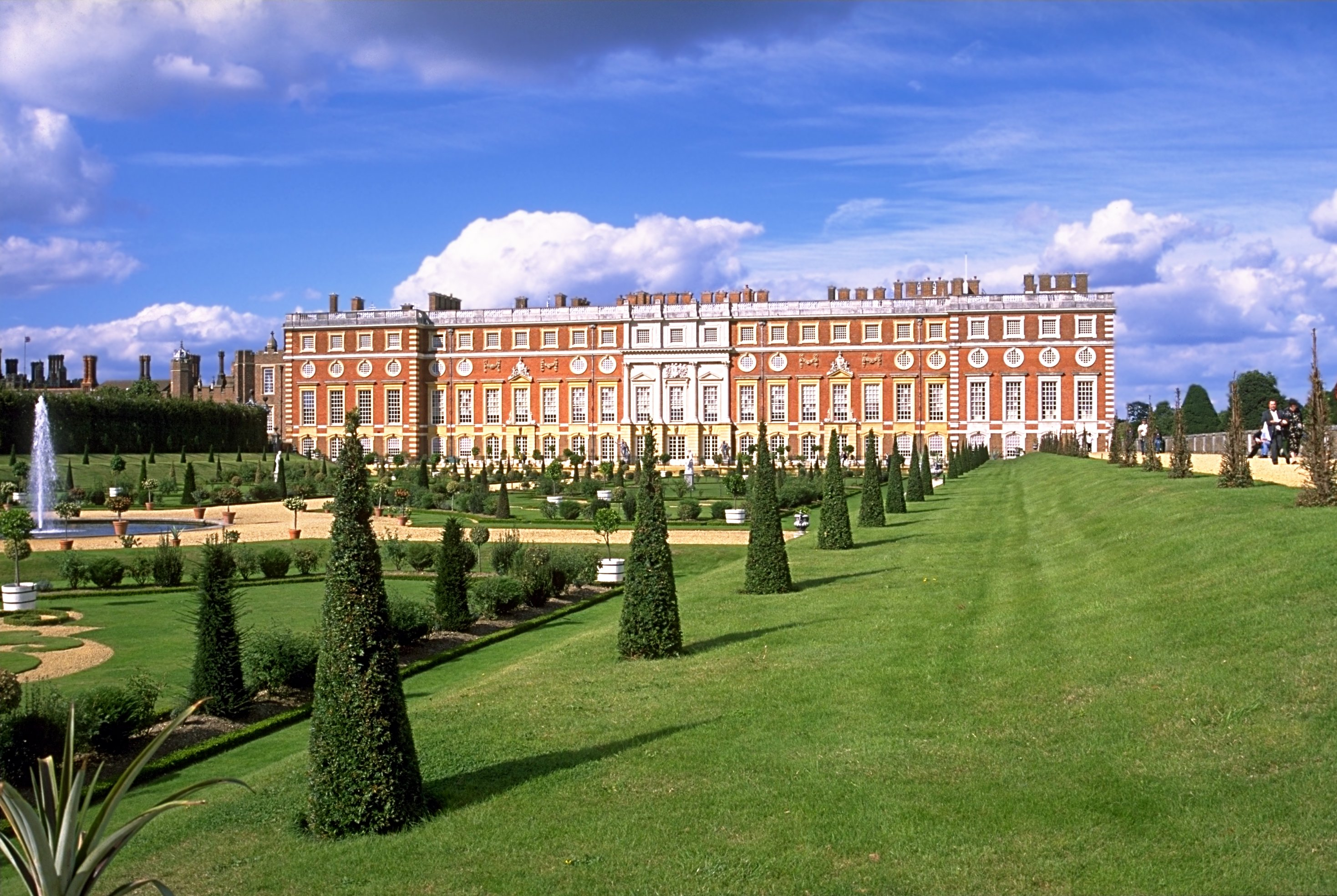
クリストファー・レンによる南正面

宮殿は1525年のあたりには、ウルジーの支配者ヘンリー8世が使用していたが、枢機卿は1529年までそこに住み続けていた。ヘンリー王は宮殿に、大ホールとロイヤル・テニス・コートを付け加えた。大ホールは、イギリスの君主によって作られたものとしては中世最後のものである。テニス・コートは現在でもコート・テニスの試合に使用されるが、これは現代のテニスとは異なるものである。
1604年に宮殿は、ジェームズ1世とピューリタン代表者との会議の会場となった。このハンプトン・コート会議はピューリタンとの同意にはいたらず、ジェームズ1世による欽定訳聖書翻訳命令へとつながった。

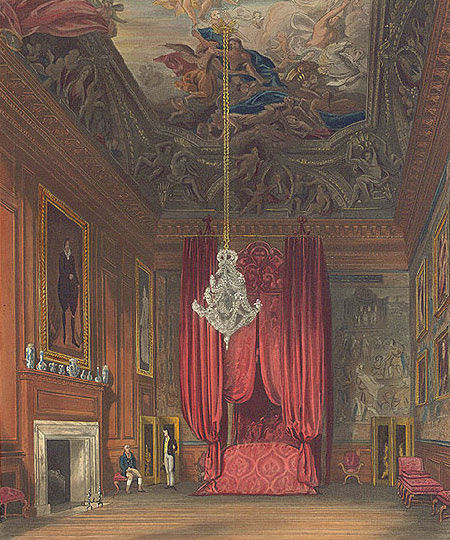
クリストファー・レンのデザインによるメアリー女王の寝室

ウィリアム3世とメアリー2世の共同統治の時代、ヘンリー王が建てた部分は破壊され、新しい翼が建て増しされた。その一部は、サー・クリストファー・レンの監督下で行われ、居室は定期的に使用されるようになった。テューダー様式の部分の半分は、1689年から1694年までの間に建て替えられた。
庭園はオランダから招聘された造園家ダニエル・マロによってトピアリーや装飾花壇を特徴とするオランダ様式に改装された。ハンプトン・コートの庭園はその後幾度かの改装が行われたが、最もオランダ様式の特徴を備えたプリヴィ・ガーデンは1995年の大規模改修の際にマロが造園した時の状態に復元されている。
女王の死後ウィリアム王は改築への興味を失った。1702年、彼はハンプトン・コートで落馬し、のちにその怪我によりケンジントン宮殿で死去した。のちの統治では儀典室は放置されたが、ジョージ2世と王妃キャロラインの時代にはさらなる改築が行われ、ウィリアム・ケントなどの建築家が招かれて新しく家具をデザインした。
女王の居室、浴室、寝室、個人用教会は現在も一般公開されている。
1760年のジョージ3世即位以降、君主たちはロンドンの宮殿の方を好むようになり、ハンプトン・コートは王宮としての役割を終える。当時宮殿には優美で居心地のよい居室が70もあったが、2006年5月現在ではあまり使われていない。ボーイスカウト創始者の妻、オレブ・ベーデン＝パウエルが一時居住していたことがある。19世紀中頃の宮殿の看守の一人サミュエル・パークスは、1854年クリミア戦争のバラクラヴァの戦いでヴィクトリア十字章を授与された。
1796年、大ホールの復旧が開始された。1838年に復旧工事が終わると、ビクトリア女王は宮殿を一般開放した。1989年に王の居室が大きな火災に遭うと新たに復旧工事が進められ、1995年に終了した。
2009年5月1日と2日、ヘンリー8世をテーマにしたアルバム「ヘンリー八世の六人の妻」(発売1973年)を制作したキーボード奏者リック・ウェイクマンが、ここで自らのバンドにオーケストラや合唱隊を加えた編成でアルバムを完全再現するライブ演奏を行った。その模様は撮影・録音されCD、DVD及びBlu-ray Discで発売されている。
2012年のロンドンオリンピックでは、自転車競技男女個人タイムトライアルの発着点となった。

## 幽霊
ヘンリー8世の王妃ジェーン・シーモアは1537年にハンプトン・コートでのちのエドワード6世を出産したが、12日後に死去した。彼女の幽霊は、いまだ宮殿の階段に頻繁に現れるといわれている。同じくヘンリー8世の妃キャサリン・ハワードは、1542年に王の護衛に逮捕され引きずり出される直前、王の救いを求めてロング・ギャラリーを悲鳴を上げながら走っていったといわれている。彼女の幽霊も宮殿に現れ、時々ロング・ギャラリーの廊下で悲鳴が聞こえるといわれる。他にアン・ブーリンの幽霊や、悪名高いヘンリー8世自身の幽霊が現れるという報告もある。
2003年の12月には、ハンプトン・コートに設置された有線テレビのセキュリティ・カメラが、「長い衣装を着た不可解な人影が、火災扉を閉めている姿」の不明瞭な映像を10月に記録していた、という内容が漏れ伝えられた。あるレポートによれば「宮殿は…この映像は幽霊の実在の決定的証拠を提供することになると主張した」。宮殿を訪れたある女性も訪問記録のノートに、自分はそのエリアで幽霊らしきものを見たと記入している。これらの現象の説明は、ある心理学研究者が、ドアを閉めることによって他の研究者に熱効果の有効性を訴える市民グループのメンバーかもしれない、と提案して以降、変動が見られる。トロントの幽霊探索学会によれば、この人影は幽霊ではなく、立ち入り禁止区域に入り込んだツアーガイドがドアを閉めたことを認めているという。（、写真も）

## 迷路園

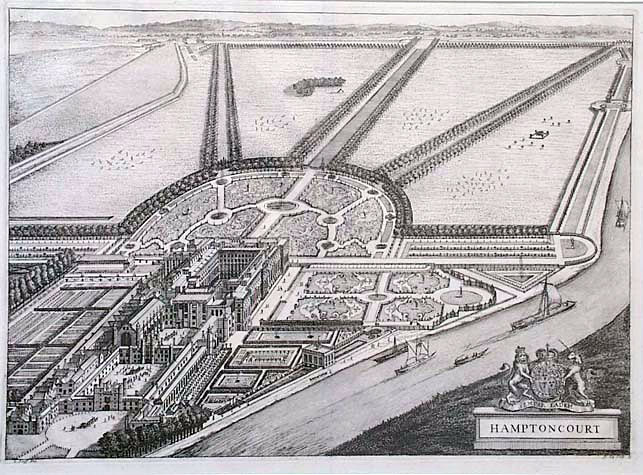
ハンプトン・コートの俯瞰図。ブリタニア・イラストレイタ（Britannia Illustrata）、1708年

ハンプトン・コートには、世界的に有名な「ハンプトン・コート宮殿の迷路園」がある。1689年から1695年のいずれの年かに、ジョージ・ロンドンとヘンリー・ワイズによってウィリアム3世のために植栽されたもので、規模は3分の1エーカー（1300平方m）、半マイル（800m）の散歩道を含んでいる。現在のデザインは、トマス・ウルジー卿のために植えられた初期の迷路とは違っている。オリジナルはシデの木が植えられていたが、補修の際には異なった様々な種類の木が生け垣に用いられた。
迷路園は、60エーカー（243,000平方m）に及ぶ川沿いの庭園の中にある。この迷路園について多くの著者が言及している。ダニエル・デフォーは迷路園を誤って迷宮と呼び、ユーモア小説家のジェローム・K・ジェロームは著書の「ボートの三人男」で次のように触れている。
「まあ行ってみよう。そうすれば話題にできるからな。しかし実に単純なものだ。迷路と呼ぶのもふさわしくないほどだ。右に曲がり続けるといい。10分ほど歩けば出られるだろうから昼食でも食べよう。」
...ハリスは右に曲がり続けた。しかし長い道のりに思えた。これはとても大きな迷路だと思う、といとこは言った。
「そう、ヨーロッパでもかなり大きい方に入る」とハリスは言った。
「うん、きっとそうだろうね」といとこが答えた。「我々はありがたいことに、すでに2マイルは歩いているよ。」
ハリスは自分自身でもおかしいなと思い始めたが、我慢していた。しかし、ちぎった菓子パンが地面に落ちているところを通り過ぎると、とうとうハリスのいとこが、7分前にもここを通ったと断言した。
ジェロームは、迷路の難しさを誇張している。迷路にはあまり分岐点がなく、彼の時代にあった唯一の分岐点は、間違った道に入ってもすぐに行き止まりになっていた。現在では、これよりもさらに大きく精巧な迷路が数多く存在する。近年、分岐点が3箇所新しく導入されたが、入り口のすぐ外に展示された地図には表示されていない。このため、迷路の中を迷い歩く可能性が増えている。ハリスが述べたように、入り口から中央まで右手を常に壁に当てたままにするという右手法はいまだ有効で、迷路の入り口から中央まで進み、戻ることができる。この方法は挑戦者をいくつかの袋小路に導いては、また脱出させる。しかし最短距離で出られるというわけではない。

## ギャラリー

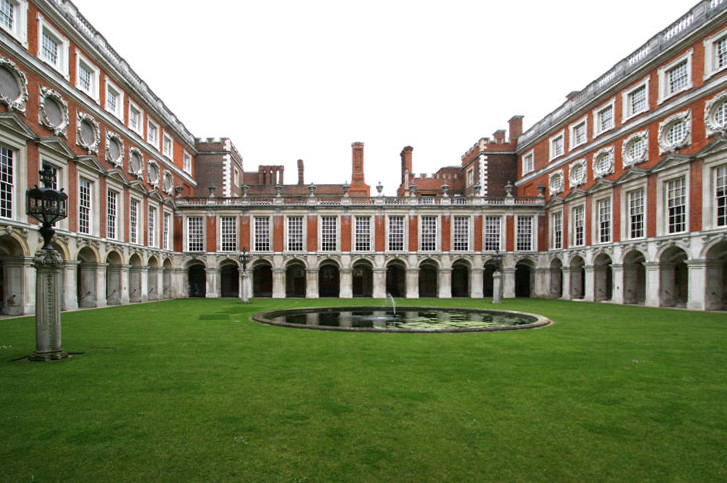
中庭
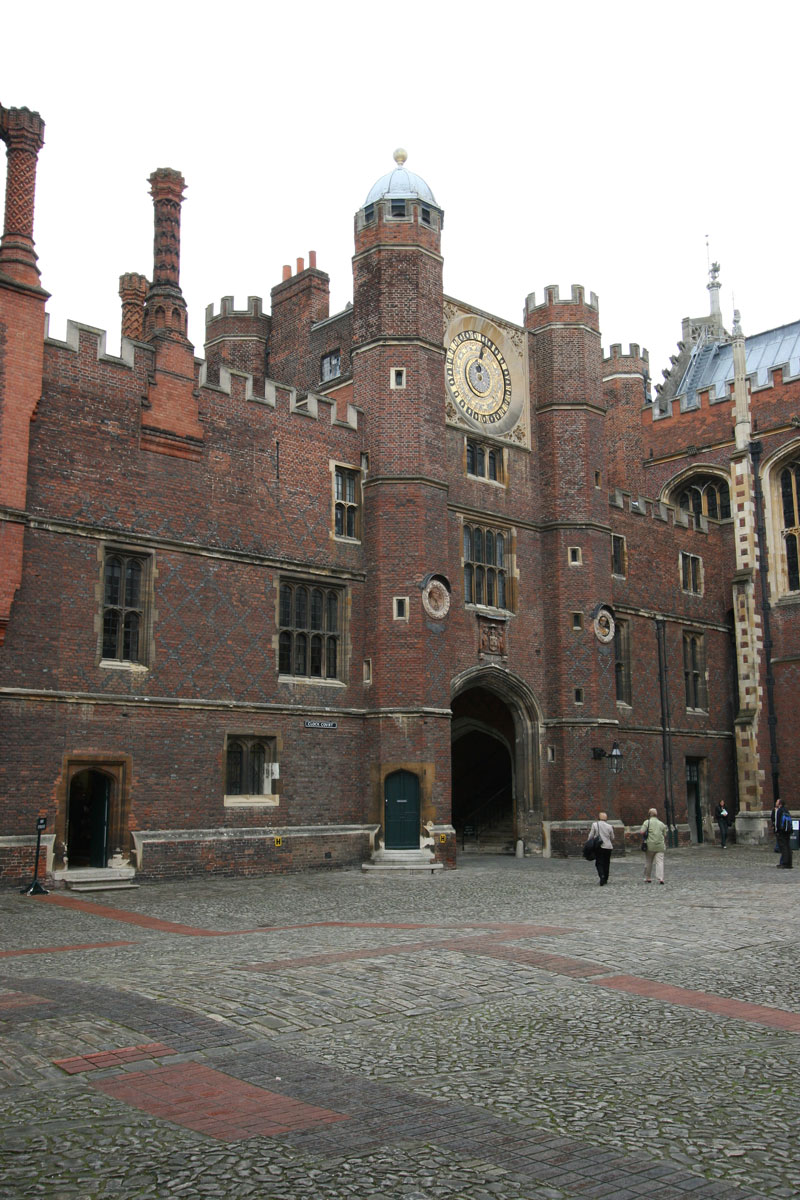
回廊
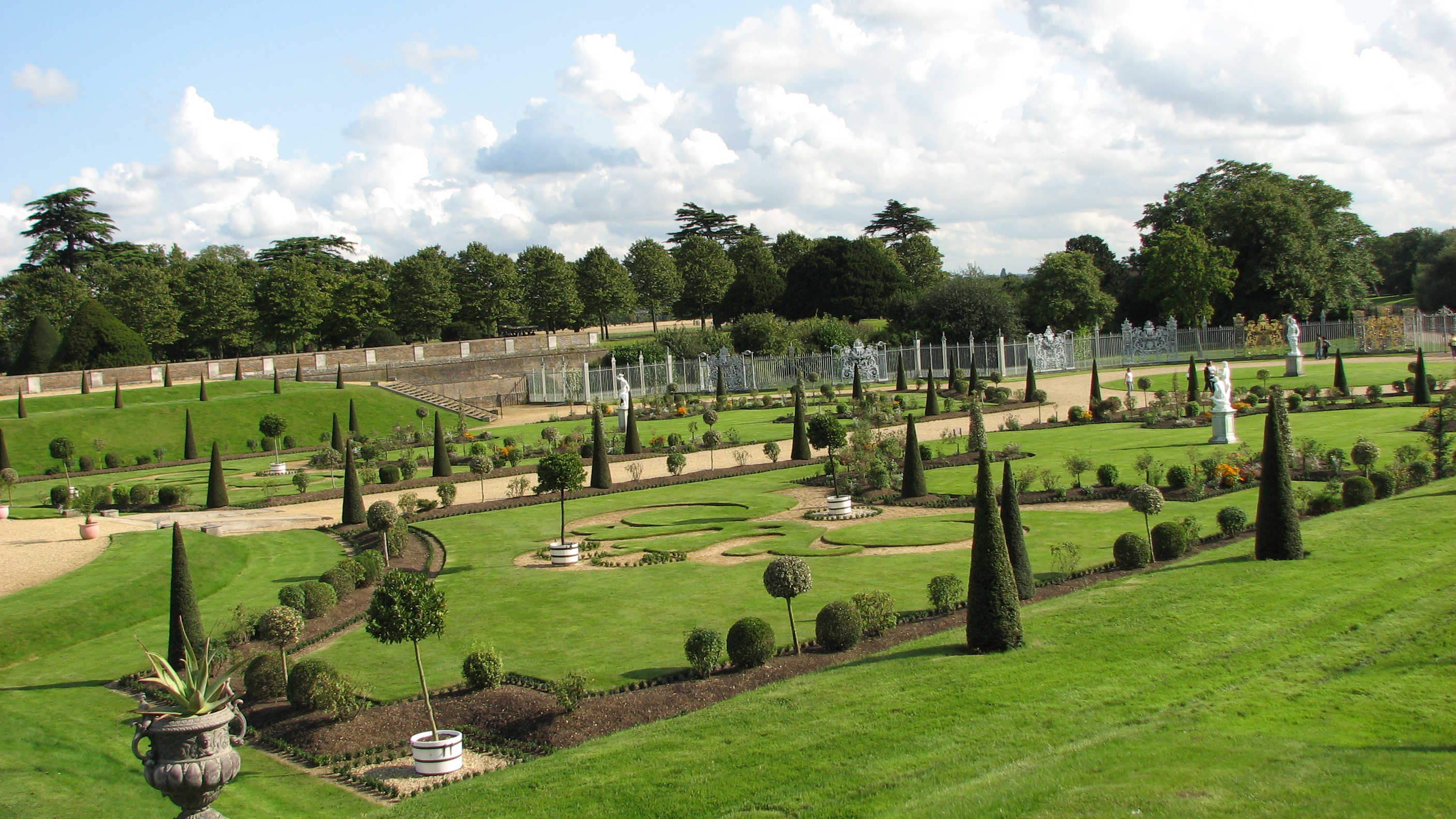
プリヴィ・ガーデン
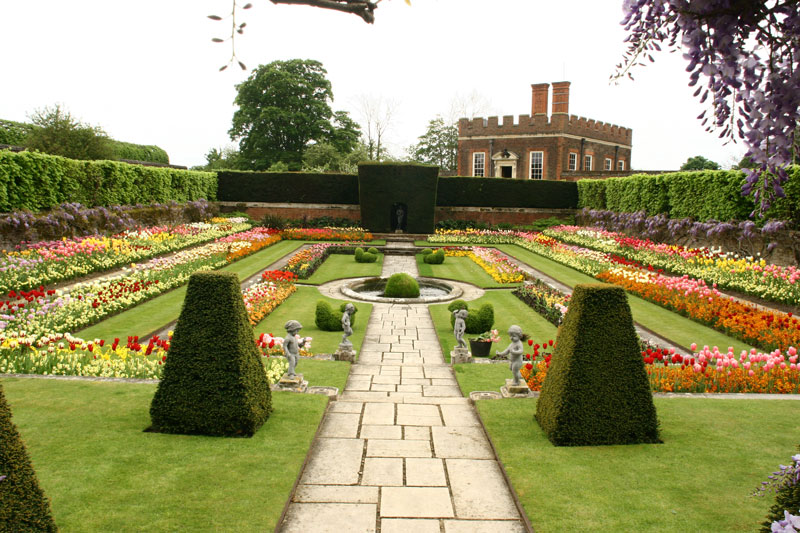
庭園
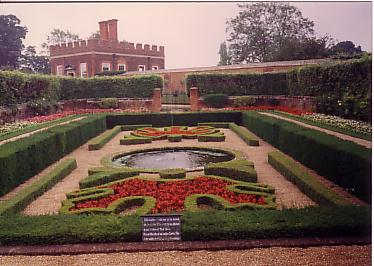
庭園
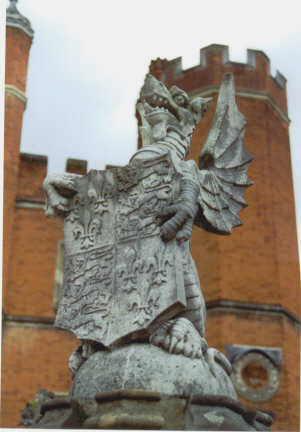
ウェールズのドラゴン
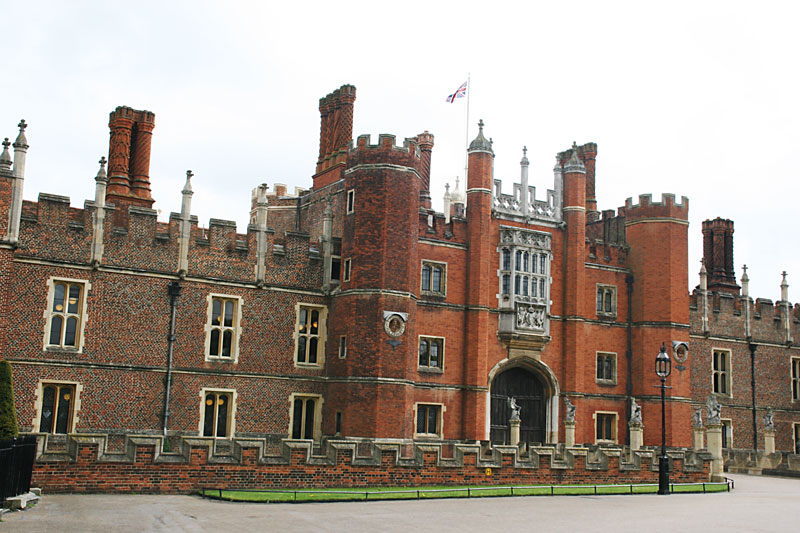
西のファサード
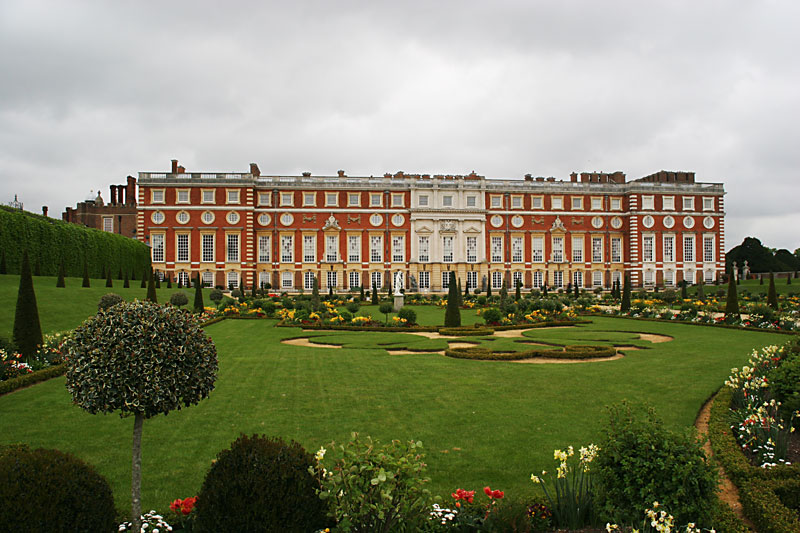
東のファサードと庭園
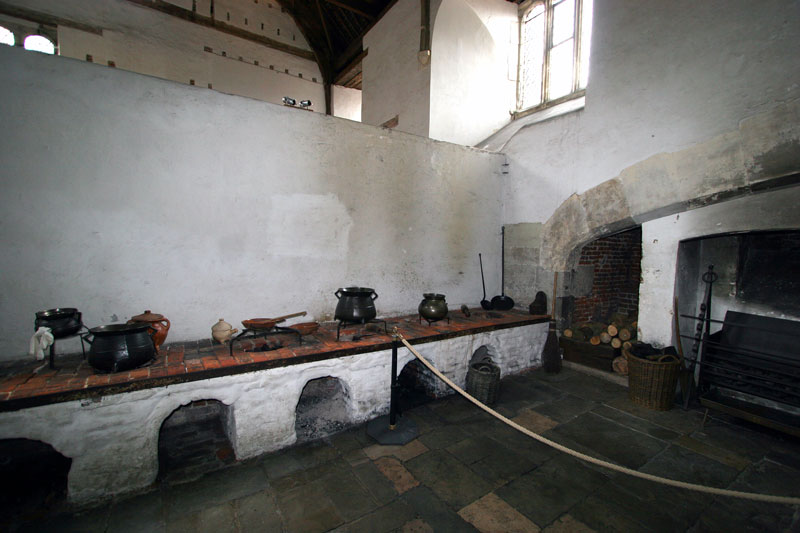
ヘンリー8世の頃の台所

## 王立刺繍学校
1872年設立の英国王立刺繍学校（en:Royal School of Needlework）が1987年に宮殿内に移設された。同校は、ジョン・マナーズ (第5代ラトランド公爵)の外孫のヴィクトリア・ウェルビィ(en:Victoria, Lady Welby、1837 – 1912）が1872年にスローン・ストリートの一室で20人の女性を集めて始めた刺繍工房「School of Art Needlework」を前身とし、初代校長にヘレナ (イギリス王女)を迎え、1875年に王立学校となった。20世紀初頭にはお針子150人を抱え、ヴィクトリア&アルバート博物館近くに転居、その後現在地に移転した。貧困女性の自立支援のために設立され、王族・貴族の衣服などの刺繍を多数手掛けてきたほか、第一次大戦帰還兵のセラピーのために刺繍を教えたり、第二次大戦時には戦争協力としてレースを販売するなどもした。また、2002年のFIFAワールドカップのロゴ刺繍、ポール・マッカートニーの『心の翼 (アルバム)』のジャケット、ゲーム・オブ・スローンズなどの刺繍も手掛けた。

## 注
1. ↑  王立郵便は宮殿を東モルセー管内に含めており、変則的にサリーの郵便アドレスを振り当てている。
2. ↑  水野久美『いつかは行きたいヨーロッパの世界でいちばん美しいお城』大和書房、2014年、185頁。ISBN 978-4-479-30489-0。
3. ↑  安藤聡『英国庭園を読む：庭をめぐる文学と文化史』彩流社、2011年、83-84頁。ISBN 978-4-7791-1682-7。
4. ↑  1980年代まで「Grace and favour」制度では、宮殿も住居として貸与された。
5. ↑  Royal School of NeedleworkRoyal School of Needlework
6. 1 2 3 4  The Stitch BankRoyal School of Needlework